# Bundesstraße 84
De Bundesstraße 84 (ook wel B84) is een bundesstraße in de Duitse  deelstaten Thüringen en Hessen.
De B84 begint bij Ebeleben en loopt verder langs de steden Bad Langensalza, Eisenach en verder naar Hünfeld. De B84 is ongeveer 114 kilometer lang.

## Routebeschrijving
Thüringen
De B84 begint in Ebeleben op een kruising met de B249.. De B84 komt door Bad Langensalza, hier sluit bij afrit Bad Langensalza de B176 aan. De B84 vormt de zuidelijke rondweg van Bad Langensalza hier is een samen loop met de  B247. De B84 B 84loopt naar Eisenach waar een samenloop is met de B19 Bij Dorndorf sluit de B84 aan op de B62, Samen lopen ze naar Vacha waar de B62 weer afslaat, De B84 loopt verder door Buttlar  de B278 aansluit en de deelstaatsgrens met Hessen volgt.
Hessen
De B84 loopt nog door Rasdorf en eindigt aan de noordkant het stadje Hünfeld circa 15 kilometer ten noordoosten van Fulda op een kruising met de B27.